# Shamatari
Les Shamatari forment un groupe du peuple indigène des Yanomami, vivant dans la forêt amazonienne.

## Caractéristiques
Leur dialecte est presque identique à celui des autres groupes de Yanomami. Ils se singularisent par le fait qu'ils sont partis vivre au sud de l'Orénoque, parfois jusqu'aux régions septentrionales du Brésil : tout Yanomami implanté là est considéré comme Shamatari. Au sein des Yanomami ils sont réputés plus féroces mais aussi plus beaux (plus clairs de peau et plus grands), plus raffinés dans le choix des parures. Ils s'opposent — au moins conceptuellement — aux Waika, qui vivent en amont du fleuve : ceux-là sont selon la légende issu du sang de l'esprit cannibale de la Lune, Peribo, ceux-ci d'un couple timoré. 
Selon l'anthropologue Napoléon Chagnon, le gentilé viendrait de shama, « le tapir », le suffixe tari caractérisant un groupe de plusieurs villages. 